# 莱奥波尔多·卢克
莱奥波尔多·卢克（Leopoldo Jacinto Luque，1949年5月3日—2021年2月15日）是一名阿根廷足球运动员，司职前锋。他曾效力于圣菲联合 、 罗萨里奥中央、 河床體育會 、 竞赛俱乐部以及小農夫體育會。
1976年2月22日，在河床體育會以5-1击败阿爾馬格羅聖羅倫素體育會的比赛中，河床體育會的5粒進球全部由莱奥波尔多·卢克打進。
'莱奥波尔多·卢克退役後出任门多萨省体育部长。2007年2月，卢克突然心肌梗死，不過不久康复。2021年2月15日，當時正值2019冠狀病毒病阿根廷疫情期間，他因感染2019冠状病毒病疫情而去世。 